# Goniocraspedon subdentata
Goniocraspedon subdentata är en fjärilsart som beskrevs av William Schaus 1911. Goniocraspedon subdentata ingår i släktet Goniocraspedon och familjen nattflyn. Inga underarter finns listade i Catalogue of Life.